# Ministère des Participations de l'État
Le ministère des Participations de l'État (en italien : Ministero delle partecipazioni statali, PPSS) est le département ministériel responsable des entreprises publiques et du patrimoine financier de l'État en Italie entre 1956 et 1993.

## Histoire
La loi du 22 décembre 1959 n°1589 instituant le ministère des Participations de l'État à partir du ministère des Finances est publiée le 6 février 1957 à la Gazzetta Ufficiale della Repubblica Italiana et entre en vigueur le lendemain.
Lors d'un référendum abrogatif tenu en avril 1993, 90,11 % des votants s'étant rendus aux urnes votent en faveur de l'abrogation de la loi de 1956, avec un taux de participation dépassant 76 % des inscrits. Le président de la République Oscar Luigi Scalfaro signe le 5 juin un décret abrogeant formellement le texte de loi, qui entre en vigueur 15 jours plus tard.